# Gintungranjeng
Gintungranjeng is een bestuurslaag in het regentschap Cirebon van de provincie West-Java, Indonesië. Gintungranjeng telt 4144 inwoners (volkstelling 2010).